# Ligne verte du métro de Chicago
Pour les articles homonymes, voir Ligne verte.

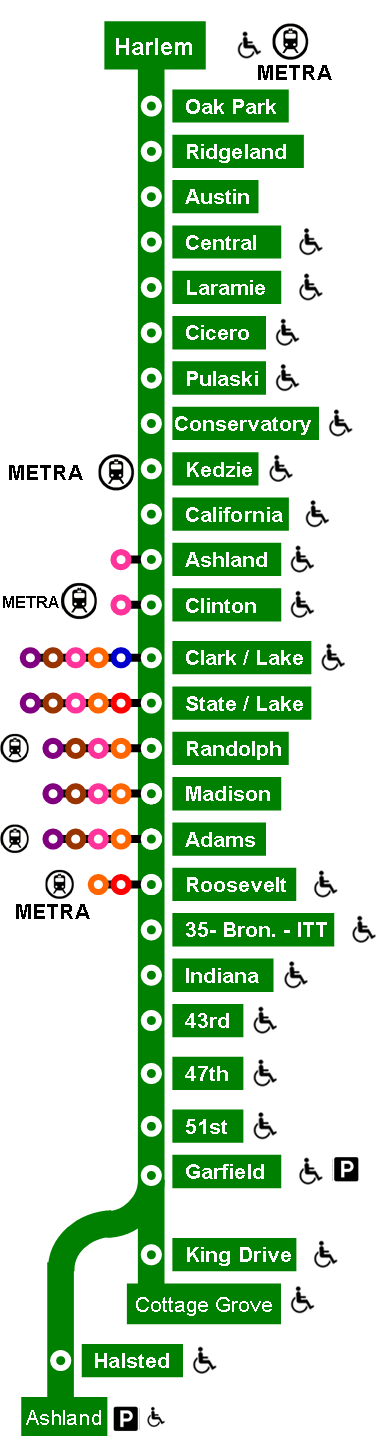
plan de la ligne verte.

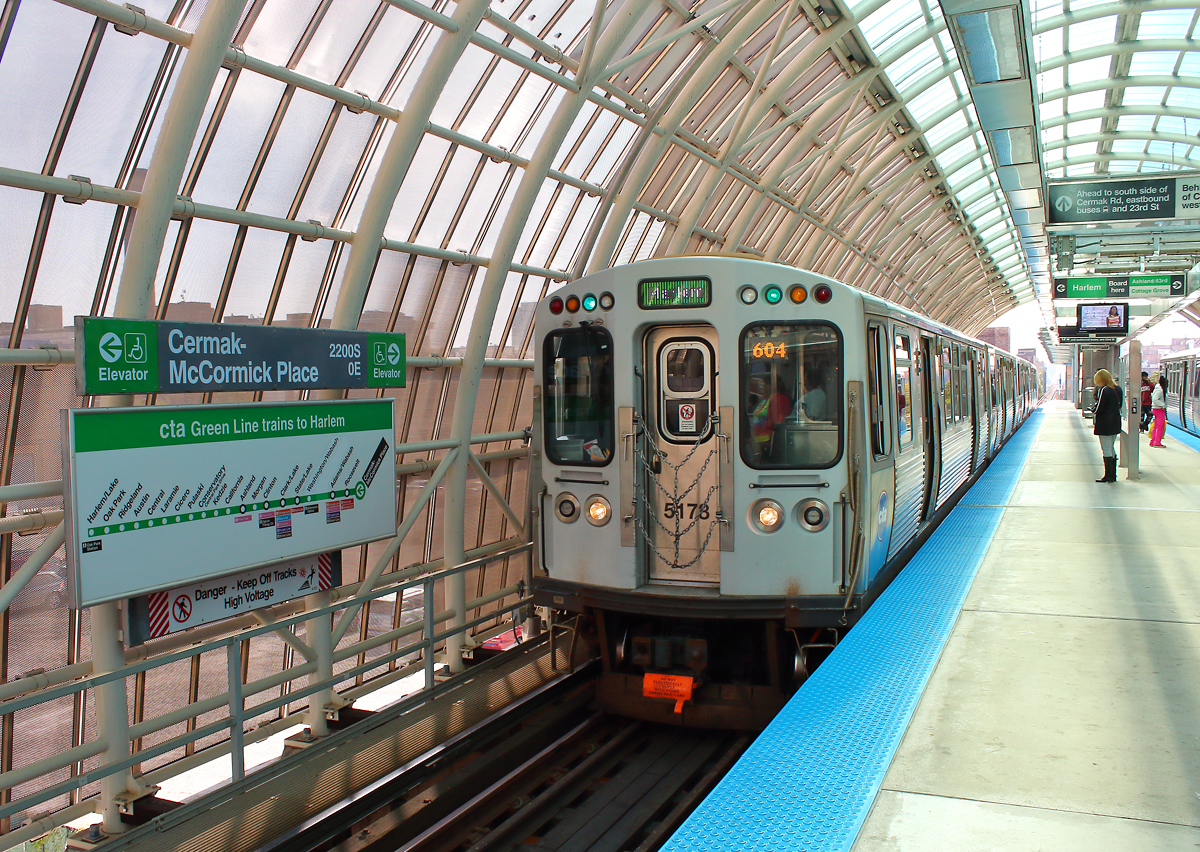
La station Cermak-McCormick Place.

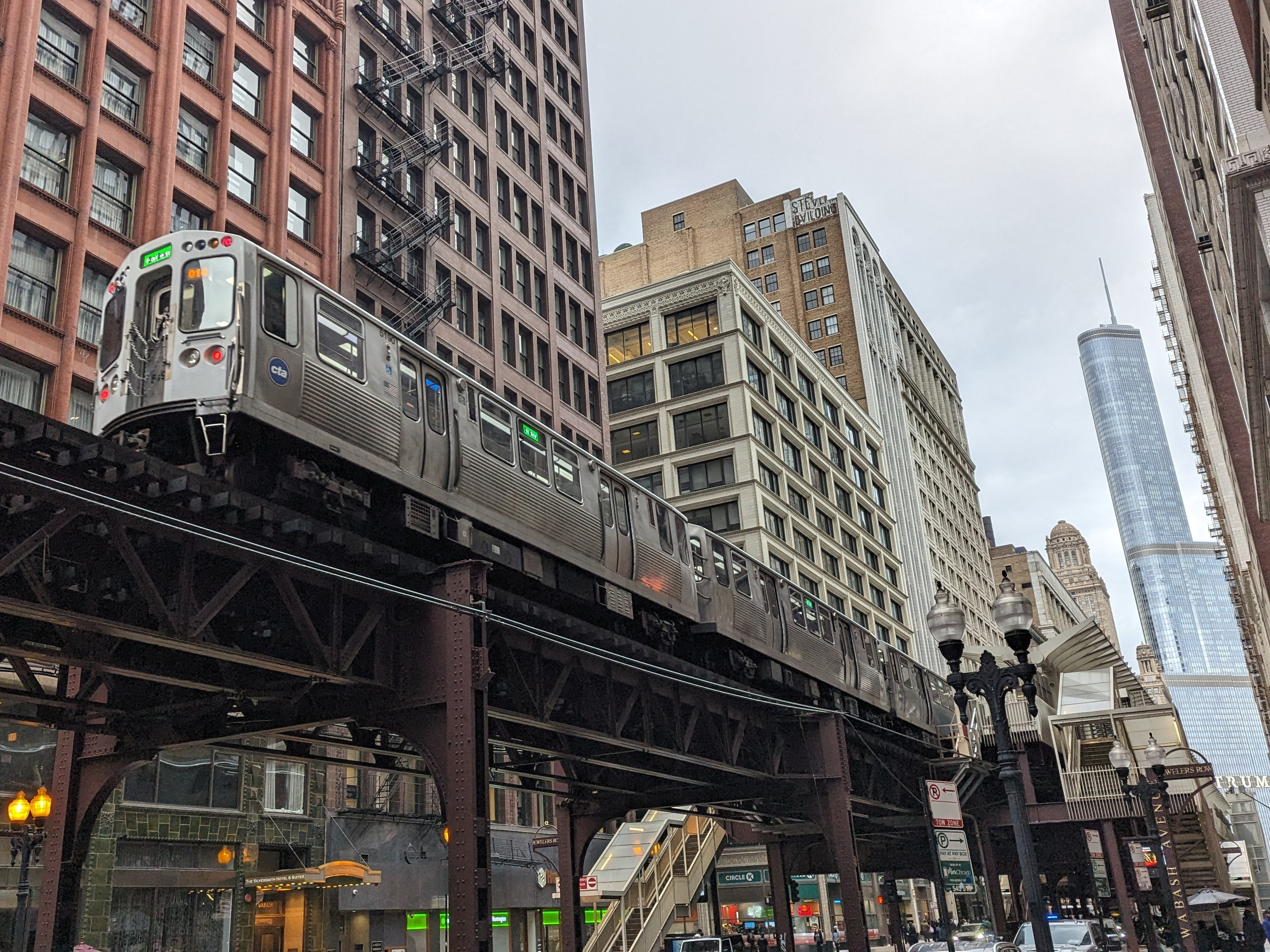
Une rame sur l'Union Loop.

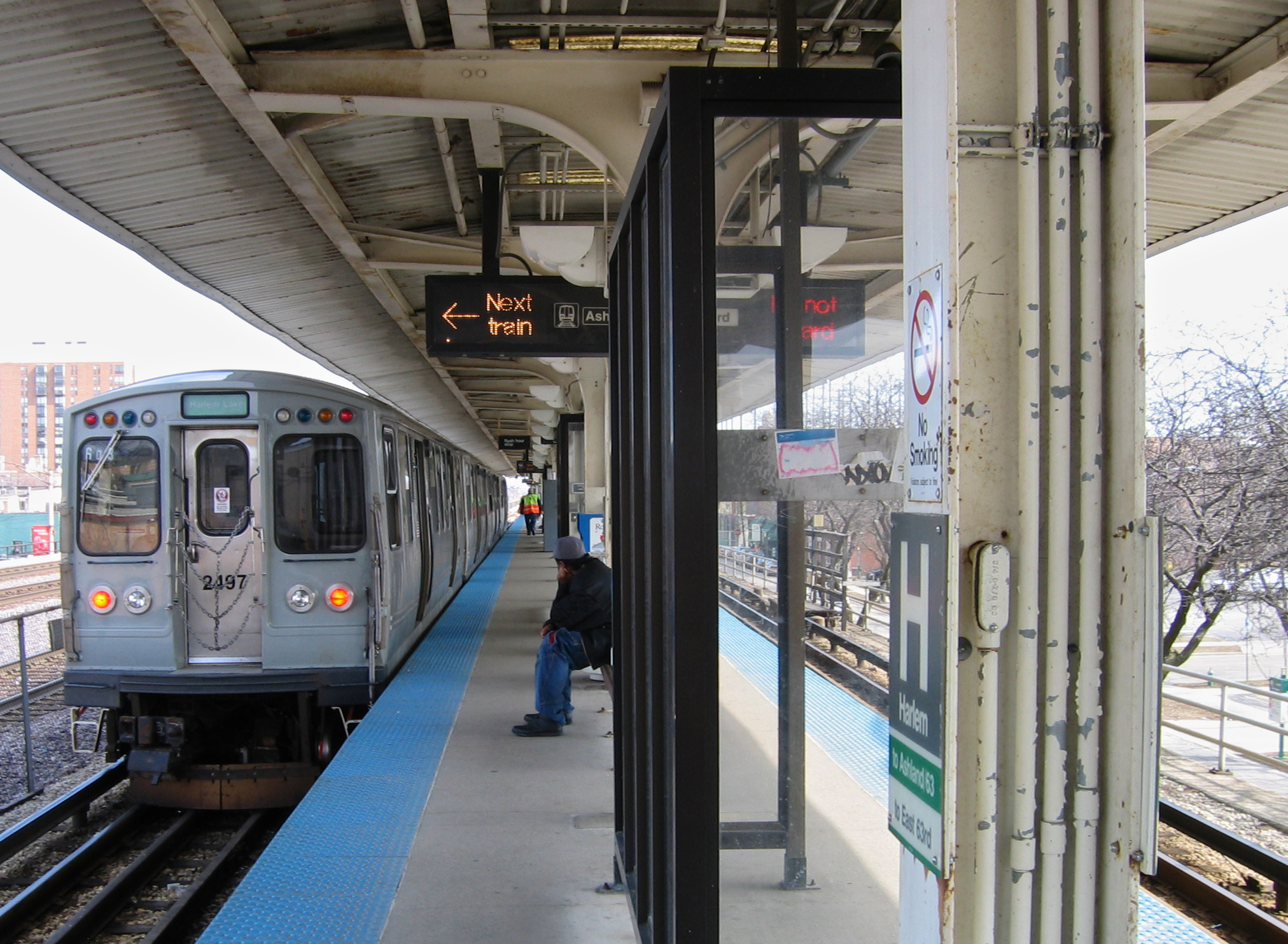
La station Harlem/Lake.

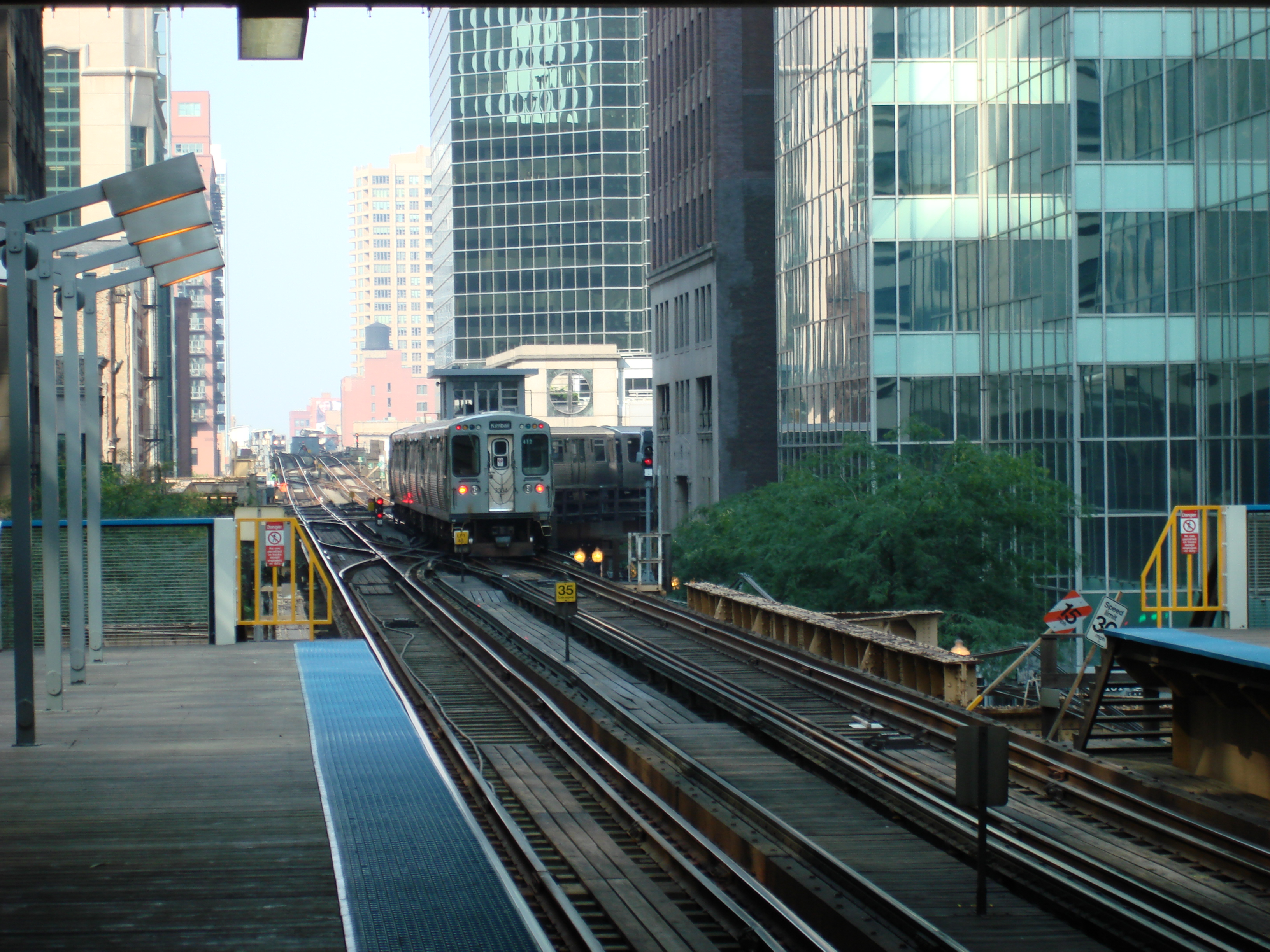
Sortie sud du Loop vers Cottage Grove et Ashland/63rd vue depuis la station Adams/Wabash.

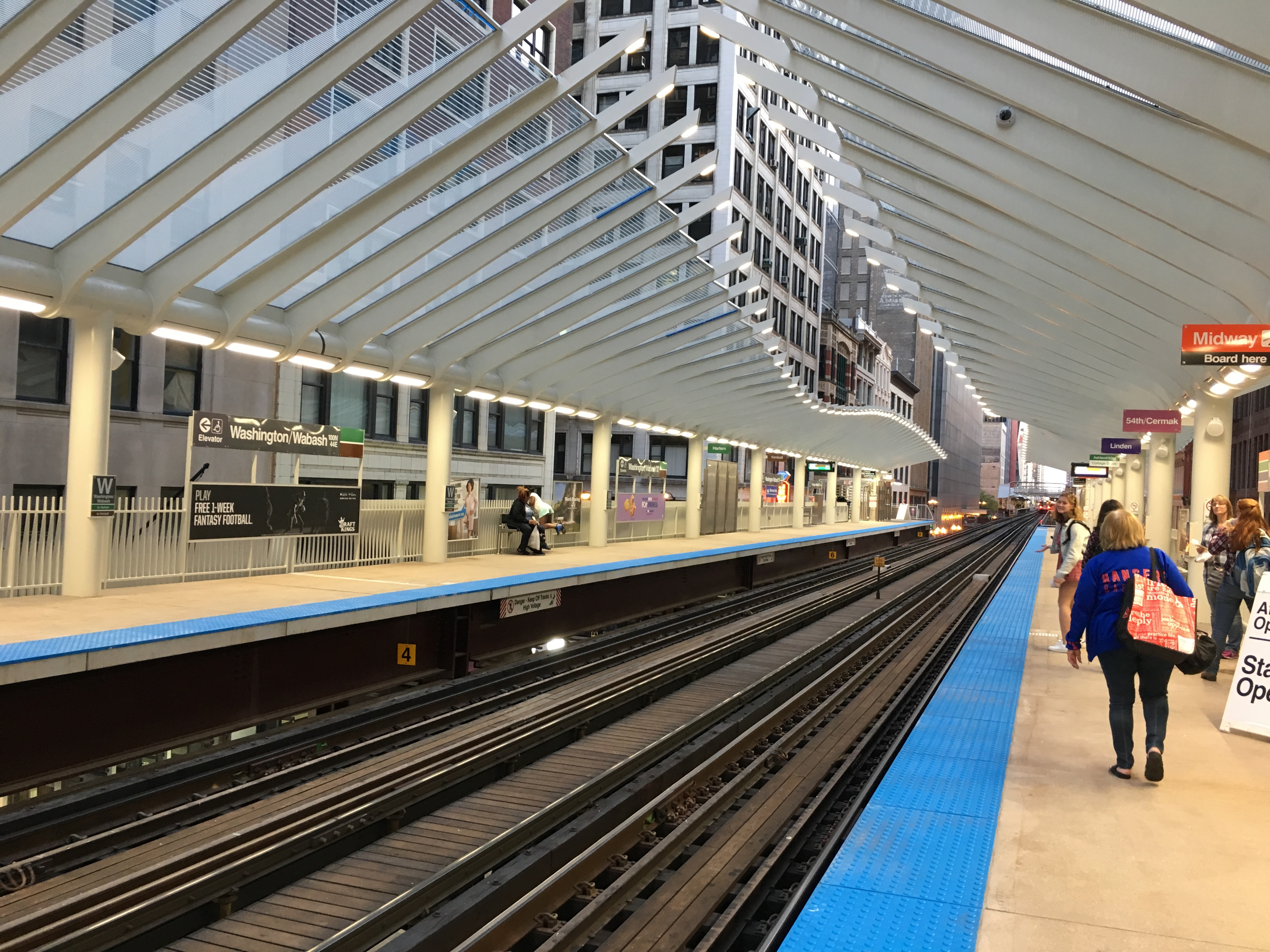
La station Washington/Wabash.

La ligne verte du métro de Chicago utilise les jonctions les plus anciennes du réseau original (datant de 1892). Longue de 33,5 km, son tracé est entièrement aérien et elle comporte 30 stations entre Harlem/Lake à l'est et Cottage Grove ou Ashland/63rd au sud en passant par le Loop aérien. Il s'agit de la seule ligne passant par le Loop aérien mais n'y faisant pas demi-tour. 
Ses stations passent à proximité de nombreux points d'intérêts pour les chicagoans comme l'Art Institute of Chicago, le Chicago Cultural Center, l'hôtel de ville de Chicago (Chicago City Hall), le James R. Thompson Center, le Richard J. Daley Center, le Frank Lloyd Wright Home and Studio, le Garfield Park Conservatory, l'institut de technologie de l'Illinois (IIT), le Museum Campus, le Soldier Field, le Jackson Park et l'université de Chicago.
Elle fonctionne de 4 h du matin jusque 1 h du matin en semaine et de 6 h du matin jusque 1 h du matin le week-end.

## Historique
La ligne verte du métro de Chicago opère sur les deux plus anciennes sections du 'L'. L'exploitation de la South Side Rapid Transit en 1892 lors de la préparation de l'Exposition universelle de 1893 à Jackson Park. La première section a été construite pour fournir des services entre le centre-ville de Chicago et le site de l'exposition et a été mise en service le 6 juin 1892.
La ligne verte s'étendait de Congress Street vers 39th Street (Pershing Road). À cette époque, une grande partie de la côte sud était encore agricole mais après le 1er mai 1893, lorsque le 'L' fut acheminé à Jackson Park, la vente de terrains dans le sud de la ville connut un grand essor entrainant la construction rapide de maisons, d'immeubles d'habitation et commerciaux. 
L'expansion de la ligne verte se poursuivit avec l'ouverture entre 1905 et 1908 de la Englewood Branch, de la Normal Park Branch, de la Kenwood Branch et de la Stock Yard Branch. De toutes ces lignes, seules la Jackson Park Branch et la Englewood Branch subsistent, les autres, faute de passagers et d'entretien des voies ont été fermées entre les années 1950 et 1980 par la Chicago Transit Authority (CTA). 
De l'autre côté, à l'ouest de Downtown Chicago, la Lake Street Elevated fut la deuxième ligne du réseau à ouvrir ses portes le 6 novembre 1893 entre Madison Street et California Avenue sur un viaduc au-dessus de Lake Street. La ligne a été progressivement étendue vers l'est jusqu'à Laramie le 29 avril 1894, à Central le 19 avril 1899 et jusque Oak Park le 25 janvier 1901. Cette dernière prolongation fut néanmoins modifiée en 1902 afin de prolonger la ligne de Marengo Avenue jusqu'à Forest Park, le 14 mai 1910.
La construction de au-dessus de Lake Street conduisit à une querelle politique dans les banlieues de Cicero, Oak Park et Austin. En 1898, les habitants de la ville d'Austin ainsi qu'une majorité au conseil de Cicero utilisèrent leur influence politique pour permettre l'extension de la Lake Street Elevated de Laramie Avenue vers leurs quartiers. Les autres habitants lésés par cette décision ripostèrent l'année suivante par la tenue d'une élection et votèrent majoritairement pour l'annexion d'Austin à la ville de Chicago. À la grande consternation de la population locale, la décision de fusionner Austin à Chicago fut avalisée en 1899. 
Un siècle plus tard, les vindicatifs banlieusards de Oak Park, lésés par la fermeture en 1903, devinrent pourtant les plus chauds partisans de la réhabilitation de la ligne verte dans son ensemble.  
Entre 1913 et le 17 octobre 1943, les Englewood Branch et Jackson Park Branch faisaient partie de la route nord-sud (ligne rouge) avant d'être détournées dans le State Street Subway afin d'améliorer l'accès au cœur de la ville et de réduire la congestion sur le Loop aérien surpeuplé.
Le 31 juillet 1949, lors de la révision globale des services de la CTA, la ligne Howard-Englewood/Jackson Park fut officiellement créée. 
Le 6 mai 1969, la Englewood Branch fut étendue à son terminus actuel à Ashland/63rd.
Le 4 mars 1982, la branche vers Jackson Park fut raccourcie à cause de la détérioration structurelle des viaducs de Dorchester, Road Street et de l'ancien terminus de Stony Island/63rd. La desserte des stations Lexington, Jackson Park et Madison Avenue fut donc définitivement abandonnée et limitée à Cottage Grove.
La jonction sur Lake Street reste inchangée jusqu'en 1948, moment choisi par la Chicago Transit Authority pour restructurer la ligne en fermant certaines stations historiques et en instaurant le système de desserte express via le système A/B skip-stop service (abandonné en 1994).
Le 28 octobre 1962, le côté est de la ligne au niveau de la surface à partir de Central est surélevé sur un remblai jusqu’à son terminus de Harlem/Lake. 
Le 28 septembre 1969, à la suite de l'ouverture de la Dan Ryan Branch, la CTA crée un nouvel axe Lake Branch/Loop/Dan Ryan. Cette desserte estimée comme temporaire a finalement duré près de vingt-quatre ans. 
Le 21 février 1993, lors de la grande réforme du réseau de la différenciation des lignes par des couleurs, la ligne verte abandonne son terminus de Howard et adopte son tracé actuel entre Harlem/Lake et Cottage Grove et Ashland/63rd via le loop. 
La desserte de Howard et du State Street Subway fut attribuée à la ligne rouge venant de 95th/Dan Ryan. 
Le 9 janvier 1994, la ligne verte fut fermée pendant plus de deux ans pour permettre sa réhabilitation complète. Elle fut rouverte le 12 mai 1996, avec la plus grande partie du travail accomplie. Plusieurs stations furent définitivement fermées mais la majorité des viaducs de la ligne furent remplacés et l'accès aux stations pour les personnes handicapées fut amélioré.  
Le 26 avril 1998, la ligne verte, comme la ligne mauve, la ligne brune, la Douglas Branch de la ligne bleue (aujourd'hui devenue la ligne rose vers 54th/Cermak), perdit son service 24 heures/24.

## Son itinéraire
La ligne verte à globalement un itinéraire desservant l'est de Chicago, son centre ainsi que le sud de la ville. Elle comprend la Lake Branch, le Loop, la South Side Main Line, la Englewood Branch et la Jackson Park Branch. 

### Lake Branch
La ligne verte et son terminus de Harlem/Lake sont situés dans l'est de la ville dans le village de Oak Park. Elle roule sur un remblai en parallèle aux lignes du Metra (trains de banlieue) vers l'ouest et le centre de Chicago. En sortant de Oak Park après la station Central, elle remonte sur un viaduc roulant au-dessus de Lake Street. Les voies du 'L' et du Metra se séparent à Clinton Street où le 'L' poursuit sa route vers le Loop au croisement de Wells Street.

### L'Union Loop
Dans le centre-ville de Chicago, la ligne verte roule sur le célèbre Loop aérien avec les lignes brune, orange, rose et mauve. Toutefois, contrairement aux autres, elle n'y fait pas demi-tour et elle roule dans les 2 sens sur Lake Street et Wabash Avenue avant de sortir du Loop au sud-est sur l'échangeur de Van Buren Street et de la tour de contrôle 18.

### South Side Main Line
En sortant du Loop, la ligne verte emprunte les anciens tronçons de la South Side Rapid Transit datant de 1892 grâce à une chicane reconstruite en 2002 lui permettant de rejoindre Wabash Avenue. Elle partage ces voies avec la ligne orange jusqu'à la sortie de station Roosevelt avant de se diriger vers le sud et la station 35th-Bronzeville-IIT à proximité de l'Institut de technologie de l'Illinois et du campus du Chicago Police Department. La ligne verte continue sa route vers l'est de Indiana, puis tourne au sud jusqu'à Garfield, où la route se divise en deux branches

### Englewood Branch(Ashland/63rd)
La ligne verte part vers l'ouest en suivant la 59th Street jusqu'à Princeton Avenue et ensuite vers le sud jusqu'au croisement de Ashland Avenue et de la 63rd Street. Cette branche mesure cinq km de long et ne comporte que deux stations.

### Jackson Park Branch(Cottage Grove)
De Garfield, la ligne verte continue vers le sud avant de tourner vers l'est et le lac Michigan à hauteur de la 63rd Street où elle dessert deux stations.

## Rames utilisées

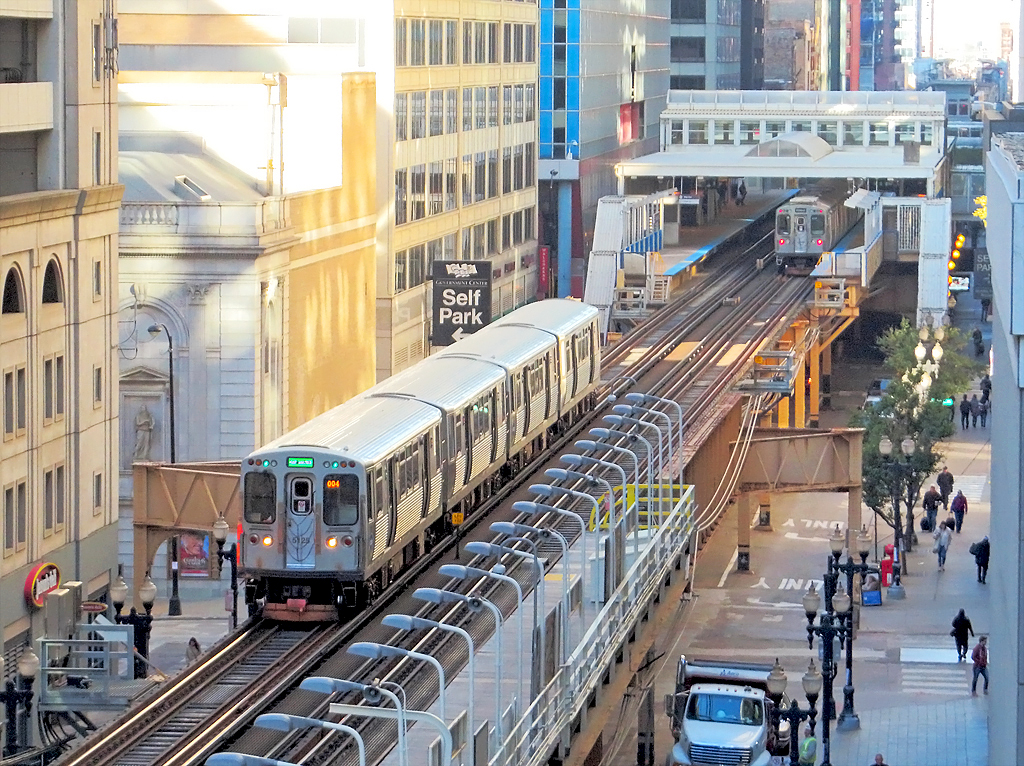
Une rame de la série 3200 quittant la station de Clark/Lake.

Actuellement, la ligne verte ne fonctionne qu'avec des rames de séries 2400 livrées entre 1976 et 1978. Ces voitures sont prévues pour la retraite en 2010, lorsque la nouvelle série Bombardier sera livrée. En cas de pénurie de série 2400, il arrive que des rames des séries 3200 soient placées sur la ligne verte également. La fréquence des rames est de dix à douze minutes en journée avec des rames de six voitures et donc de vingt à vingt-cinq minutes sur Englewood Branch et Jackson Park Branch.

## La station Morgan
Morgan est une future station sur le tronçon de la Lake Branch.
Fermée en 1948 en raison de sa faible fréquentation et de la volonté de la Chicago Transit Authority de réduire ses coûts et d'accélérer le service sur la ligne, elle sera rouverte fin 2011 après des années de lobbying intense de la part des résidents locaux et des membres de la marine marchande de la Fulton Market Association. 
Le chantier d'un montant de quarante millions de dollars attribué à la firme Transystems a débuté le 1er mars 2010 et les travaux doivent se terminer pour novembre 2011. La nouvelle station sera accessible aux personnes à mobilité réduite grâce à deux ascenseurs et elle sera desservie par les lignes verte et rose entre les stations Clinton et Ashland, elle sera également équipée d'un garage à vélos.

#### Chicago 'L'
- Chicago Transit Authority
- Union Loop
- Metra

#### Autres
- Métro
- Liste des métros du monde
- Liste des métros d'Amérique